# Juegos Suramericanos de Playa de 2011
La segunda  edición de los Juegos Suramericanos de Playa fueron organizados por la ODESUR y se disputaron en Ecuador desde el 2 de diciembre hasta el 12 de diciembre del 2011.

## Ciudad sede
La ciudad elegida para disputar los eventos fue el puerto de Manta, de la República del Ecuador.
Sus playas más frecuentadas son "Los Esteros", "Tarqui", "El Murciélago", "Barbasquillo", "San Lorenzo" y "Santa Marianita", "Liguiqui", "La Tinosa" y "Piedra Larga".
La ciudad que cuenta con 220.000 habitantes albergará las disciplinas de "arena" en un estadio montado en la playa.

## Equipos participantes
Participaron 13 de las 15 naciones afiliadas a ODESUR.
| Equipos participantes | Equipos participantes | Equipos participantes | Equipos participantes |
| --------------------- | --------------------- | --------------------- | --------------------- |
| Argentina             | Aruba                 | Bolivia               | Brasil                |
| Chile                 | Colombia              | Ecuador               | Guyana                |
| Paraguay              | Perú                  | Surinam               | Uruguay               |
| Venezuela             |                       |                       |                       |

## Medallero
País anfitrión en negrilla.
| Núm. | País            | Oro | Plata | Bronce | Total |
| ---- | --------------- | --- | ----- | ------ | ----- |
| 1    | Brasil (BRA)    | 12  | 3     | 5      | 20    |
| 2    | Argentina (ARG) | 7   | 9     | 6      | 22    |
| 3    | Ecuador (ECU)   | 6   | 4     | 3      | 13    |
| 4    | Perú (PER)      | 2   | 1     | 2      | 5     |
| 5    | Venezuela (VEN) | 0   | 6     | 3      | 9     |
| 6    | Uruguay (URU)   | 0   | 1     | 3      | 4     |
| 7    | Chile (CHI)     | 0   | 1     | 2      | 3     |
| 7    | Colombia (COL)  | 0   | 1     | 2      | 3     |
| 7    | Paraguay        | 0   | 1     | 2      | 3     |

## Deportes
Se compitió en 10 disciplinas en rama femenina y masculina.
- Balonmano playa
- Fútbol playa
- Esquí náutico
- Natación en aguas abiertas
- Rugby playa
- Surf
- Triatlón
- Vela
- Voleibol playa
- Fitness disciplina no oficial

| Predecesor: Punta del Este y Montevideo 2009 | II Juegos Suramericanos de Playa 2011 | Sucesor: Vargas 2014 |